# Rubim
Rubim é um município brasileiro do estado de Minas Gerais. Pertence à Mesorregião do Jequitinhonha e à Microrregião de Almenara. Dista 784 quilômetros de Belo Horizonte, capital estadual e 1166 quilômetros de Brasília, capital federal. A cidade desenvolveu-se próximo às margens do rio Rubim do Sul.
Sua população recenseada em 2022 era de 10 298 habitantes. 
Em divisão territorial datada de 1-VII-1960, o município é constituído de 2 distritos: Rubim e Itapiru.

## Bairros
Rubim tem os seguintes bairros:[carece de fontes?]
- Centro
- Bela Vista
- Alvorada
- Ipê
- Guaraná
- Almir Coelho
- Baixinha I
- Baixinha II

## Transporte
O município conta com a rodovia MG-406 como principal via de acesso.

## Filhos ilustres
- Fabiano Souza, futebolista;
- Rubinho do Vale, músico.

## Geografia e clima
Segundo Alvares et al. (2013) e em base na classificação climática Köppen (1936), Rubim possui um clima predominantemente Aw (clima savânico, estação mais seca no inverno com precipitação inferior a 60 mm), além de alguns locais ao sul do município Cfa e Cfb.